# 所さんの大脱出!!スペシャル
『所さんの大脱出!!スペシャル』（ところさんのだいだっしゅつ-）は、ABCテレビ（朝日放送）制作・テレビ朝日系列により1999年から2001年まで放送された教養バラエティ特別番組である。

## 概要
- 実際にニュースで報じられた災害を基に、脱出をテーマにしたシミュレーションバラエティ番組である。

## 出演者
司会
- 所ジョージ

アシスタント（謎のドクター大脱出）
- 佐野史郎（第1・2回）
- 生瀬勝久（第3・4回）

### ゲスト
第1回
- ガダルカナル・タカ
- 田中律子
- 松村邦洋
- 佐藤康恵

第2回
- ガダルカナル・タカ
- 松本伊代
- 新山千春
- セイン・カミュ

第3回
- 北村総一朗
- 原日出子
- ガダルカナル・タカ
- 酒井彩名

第4回（最終回）
- 不明

## 放送日の変遷
| 回数             | 放送日（曜日）          | 放送時間（日本時）     |
| ---------------- | ----------------------- | ---------------------- |
| 第1回            | 1999年9月21日（火曜日） | 20:00 - 21:48（108分） |
| 第2回            | 2000年3月28日（火曜日） | 20:00 - 21:48（108分） |
| 第3回            | 2000年9月29日（金曜日） | 20:00 - 21:48（108分） |
| 第4回 （最終回） | 2001年?月?日（?曜日）   | 20:00 - 21:48（108分） |

## スタッフ
第3回放送時
- 構成：木村仁
- ロケ技術
  - カメラ：
  - ＶＥ：両角昇、ムラタ・ヨーイチ、ケン・マクグラス
  - 照明：高橋勇
- スタジオ技術
  - 技術プロデュース：森野憲俊
  - ＴＤ：遠山康之
  - ＣＡＭ：長瀬正人
  - ＶＥ：斎藤雄一
  - ＡＵＤ：石井俊二
  - 照明：藤井梅雄
- ＴＫ：小宮高子
- 美術制作：柴田慎一郎
- デザイン：きくちまさと
- 美術進行：今井隆之、山下雅紀
- 大道具：菅沼和海
- 装飾：北神窓夏
- ヘアメイク：金具光恵、永井絵美子
- ＥＥＤ：宮森善治
- ＭＡ：大前智浩
- 音効：井澤利幸、田口雅敏
- ＣＧ：有働武史
- タイトル：迫田弘史
- 資料提供：ABCリブラ、テレビ朝日
- 美術協力：フジアール
- 技術協力：権四郎、クリア、ニユーテレス、FLT、ジャパンヴィステック、AXL、戯音工房
- リサーチ：水野祐司
- 広報：野嵜喜美子・相馬洋（ABC）
- 演出補：小林大剛・奥田朋之・稲垣哲也（テレコムスタッフ）
- ディレクター：井口毅（ABC）、上野潤也・坂本克仁（テレコムスタッフ）
- 演出：鈴木コーイチ（テレコムスタッフ）
- プロデューサー：石原康男・岩田潤（ABC）、菊地俊一・竹下寧（テレコムスタッフ）
- チーフプロデューサー：森山浩一（ABC）
- 制作協力：TV CLUB
- 制作：ABC、テレコムスタッフ